# Hypena fuscescens
Hypena fuscescens är en fjärilsart som beskrevs av Louis Beethoven Prout. Hypena fuscescens ingår i släktet Hypena och familjen nattflyn. Inga underarter finns listade i Catalogue of Life.